# التهاب الغدة النخامية
التهاب الغدة النخامية (بالإنجليزية: Hypophysitis)‏ هو التهاب الغدة النخامية ويضم الأنواع:
- التهاب الغدة النخامية ذاتي المناعة[2]
- التهاب الغدة النخامية اللمفاوي[3]